# Het oorringetje
Het oorringetje (ook bekend als Jonge vrouw in kimono voor de spiegel) is een schilderij uit (vermoedelijk) 1893 van de Nederlandse kunstschilder George Hendrik Breitner. Het verbeeldt een jonge vrouw in een blauwe kimono die een oorbel indoet voor de spiegel. Het werk maakt onderdeel uit van de collectie van het Museum Boijmans Van Beuningen in Rotterdam.

## Ontstaansgeschiedenis

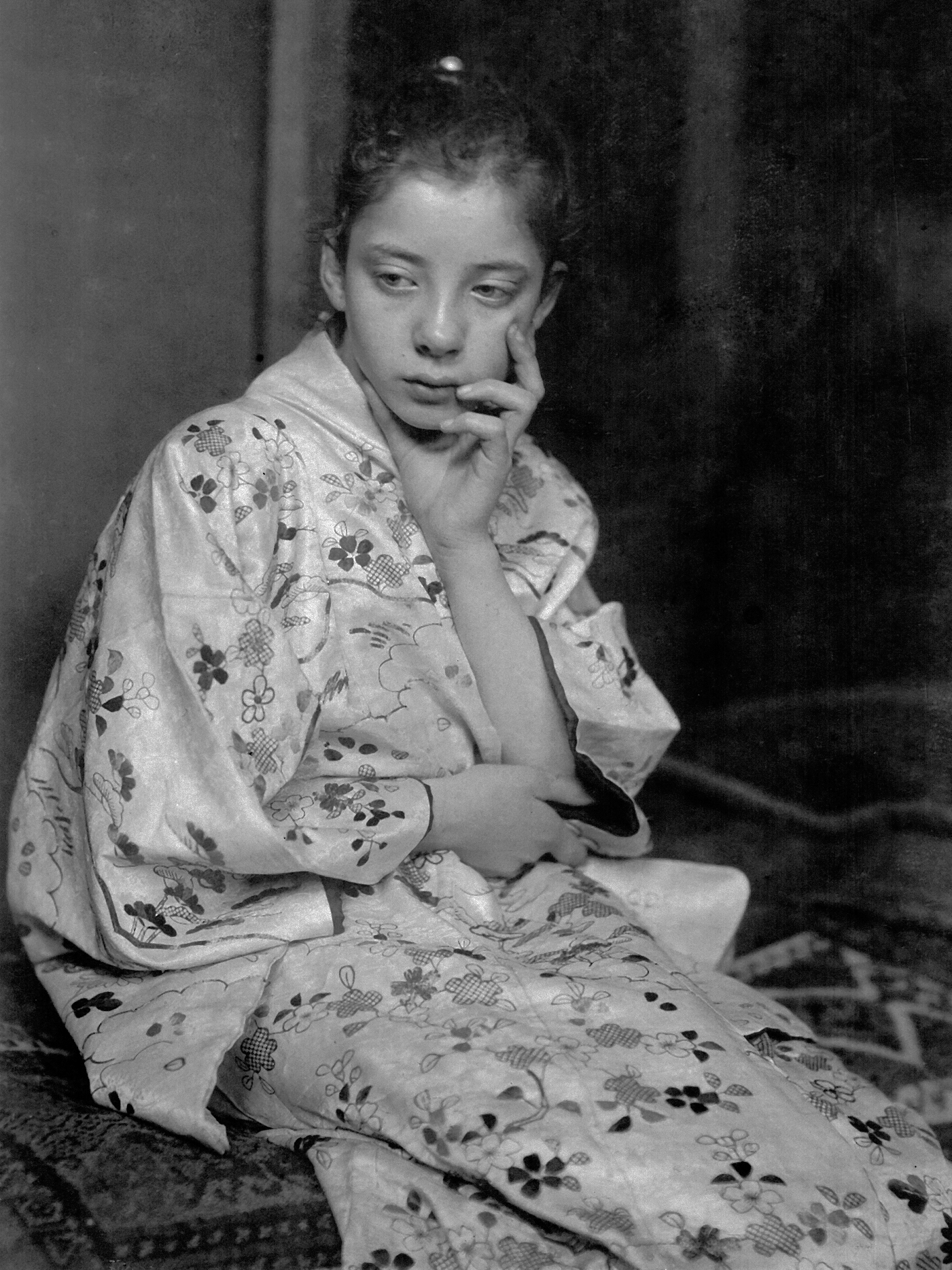
Geesje Kwak in kimono, ca. 1894.

De periode waarin het schilderij ontstond, de tweede helft van de negentiende eeuw, werd gekenmerkt door een grote interesse bij Westerse kunstenaars voor de Japanse kunst, het zogenaamde Japonisme. Ook Breitner had een interesse in Japanse kunst, in schetsboekjes noteerde hij een reeks aan titels over Japanse kunst en cultuur. In dezelfde periode maakte hij meerdere schilderijen van vrouwen in Japanse kimono's, waaronder Meisje in witte kimono (1894, Rijksmuseum Amsterdam). Het model op Het oorringetje is Geesje Kwak, een Amsterdamse hoedenverkoopster die ook op zes andere schilderijen van Breitner te zien is in Japanse dracht. Op het moment van schilderen was ze 15 of 16 jaar.

## Historie van het werk en tentoonstellingen
Het oorringetje werd in 1952 geschonken aan Boijmans van Beuningen. Het was te zien in de Boijmans-tentoonstellingen De Collectie Verrijkt (2011) en Design Derby (2015).